# هسبنيولا
جزيرة هِسبنيولا (بالإسبانية: La Española) هي ثاني كبرى الجزر في الأنتيل، وتقع شرقي كوبا. وصل المستكشف الجنوي كريستوفر كولومبوس إلى شواطئها في 5 ديسمبر 1492م، وفي رحلته الثانية أسس فيها أول مستعمرة إسبانية في العالم الجديد هي لا نافيداد. تحتل هايتي ثلثها الغربي بينما تقع جمهورية الدومينيكان في ما تبقى من جزئها الشرقي. يذكر بعض المؤرخين دخول الإسلام فيها في القرن الخامس الهجري عن طريق التجار الأفارقة المسلمين.
يطلق سكان الجزيرة الأصليين (التاينو) على الجزيرة اسم كيسكييا. مسمى هايتي أطلق في الأصل على الجزيرة كلها ولم يقصد بها جزءها الغربي فقط. كانت جمهورية الدومينيكان لمدة من الزمن معروفةً باسم جمهورية هايتي الإسبانية (بالإسبانية: República del Haití Español).
يبلغ عدد سكان الجزيرة 15,785,316 نسمة (تقديرات 2002) منهم 7 ملايين في هايتي و 8,7 ملايين في الدومنيكان. مساحة الجزيرة الكلية هي نحو 76,480 كم2.
حصل الفرنسيون على الجزء الغربي من الجزيرة (هايتي) وفقاً لمعاهدة رايسويك واهتموا بها تجارياً ونتيجة لذلك فقد تفوقت هايتي اقتصادياً على جارتها الشرقية جمهورية الدومينيكان ومن ناحية عدد السكان وبقي عدد السكان في هايتي أكبر حتى حلول عام 1970م. قامت محاولتان من قبل الهايتيين باحتلال الجزء الشرقي من الجزيرة الذي حصل عليه الإسبان سابقاً (جمهورية الدومينيكان).

## جغرافيا
تقع كوبا شمال غرب جزيرة هِسبنيولا، ويفصل بينهما ممر ويندوارد، وإلى الجنوب الشرقي منها تقع جامايكا ويفصل بينهما قناة جامايكا، بينما تقع جزر البهاما شمال الجزيرة.
تشكل جزر كوبا وجامايكا وهِسبنيولا وبورتوريكو مجتمعة ما يعرف بجزر الأنتيل الكبرى المكونة من الصخور القارية.
الجزيرة ذات طابع جبلي بشكل عام وفيها 5 سلاسل جبلية: الجبال الوسطى، والتي تمتد من الشاطئ الجنوبي للدومينيكان حتى الأجزاء الشمالية الغربية من هاييتي. في سلسلة الجبال الوسطى هذه، تقع أعلى قمة في جزر الأنتيل كافة وهي بيكو دوارتي (3,087 مترا فوق سطح البحر). كورديليرا سبتنتينورال، وتمتد موازية للسلسلة الوسطى من النهاية الجنوبية لجمهورية الدومينيكان حتى المحيط الأطلسي وشبه جزيرة سامانا. يفصل بين السلسلة الوسطى والسبتنتينورال واد يسمى سيباو وسهول الأطلسي الشاطئية. سلسلة الجبال الشرقية، و هي أكثر الجبال انخفاضا في الجزيرة وتقع شرقيها. السييرا دي نيبا، تبرز في الأجزاء الجنوبية الغربية للدومينيكان وتكمل حتى الأجزاء الجنوبية الغربية من هاييتي على موازاة الجبال الوسطى.
يعتبر مناخ هِسبنيولا بشكل عام رطب استوائي. تغطي منطقة الغابات الهسبانيولية الرطبة نصف مساحة الجزيرة وتتركز في الأجزاء الشمالية والشرقية. تحتل منطقة الغابات الهسبانيولية الجافة 20% من مساحة الجزيرة وتقع في الأجزاء الغربية والجنوبية وتمتد لتصل لوادي الكيباو في شمال وسط الجزيرة. منطقة الغابات الصنوبرية الهسبانيولية توجد في مساحة تقدر بـ15% من مساحة الجزيرة على أراض جبلية ذات ارتفاع يربو على الثمان مئة وخمسين مترا. بقية أراضي الجزيرة عشبية (سافانا) وتتوزع في مناطق مختلفة من الجزيرة وتحوي هذه الأراضي العديد من البرك والبحيرات كبحيرة إنركويلو في الدومينيكان وسوماتري في هايتي.